# Сираев, Рустам Фларидович
Рустам Фларидович Сираев — гвардии старший сержант Вооружённых Сил Российской Федерации, участник антитеррористических операций в период Второй чеченской войны, погиб при исполнении служебных обязанностей во время боя 6-й роты 104-го гвардейского воздушно-десантного полка у высоты 776 в Шатойском районе Чечни.

## Биография
Рустам Фларидович Сираев родился 5 сентября 1976 года в городе Сатке Челябинской области (по другим данным, в поселке Сулей Саткинского района). Детство и юность провёл в городе Оренбурге, куда спустя некоторое время после его рождения переехала его семья. В 1992 году окончил среднюю общеобразовательную школу № 72. После школы поступил в СПТУ № 16 г. Оренбурга, которое успешно окончил в 1993 году, затем обучался в юридической академии. Ещё в 1988 году поступил в ДЮСШ «Юный десантник». Данное увлечение нисколько не мешало занятиям в школе, а только дисциплинировало его и способствовало подготовке к службе в вооруженных силах. Рустам с юных лет был фанатом воздушно-десантных войск и делал все, чтобы попасть на срочную службу именно в эти войска.
В этот же период (с 13 лет), начал заниматься японским боевым искусством Каратэ-до стиль Сётокан и, впоследствии, достиг звания «Мастер боевых искусств» (черный пояс, II дан). В 1994 году Рустам поступил в Оренбургский институт МГЮА на дневное отделение, затем перевелся на заочное обучение в связи с призывом в вооруженные силы РФ.
1995—1997 годы проходил срочную службу в разведывательной роте 13-й отдельной воздушно-десантной бригаде в/ч 55703. Все вновь призванные в 13-ю бригаду проходили курс «молодого бойца» вне территории военной части, в «карантине». И только Рустам был сразу переведен в часть, в подразделение разведроты. И с этого момента, из новоиспеченного призывника, «запаха солдата», Сираев Рустам сразу стал «золотым духом», без прохождения курса «молодого бойца».
Успешной срочной службе способствовала отличная физическая подготовка, которую он «оттачивал» во время службы в армии. Рустам постоянно участвовал в показательных выступлениях военнослужащих по самообороне и рукопашному бою, на которых он ни один раз рукой разбивал кирпич на груди у своего сослуживца Лебедева Виктора. После прохождения срочной службы в рядах Вооружённых Сил Российской Федерации вернулся в Оренбург.
29 декабря 1999 года Сираев вернулся на службу на контрактной основе. Был зачислен стрелком в войсковую часть № 32515 (104-й гвардейский воздушно-десантный полк, дислоцированный в деревне Черёха Псковского района Псковской области), службу проходил в 6-й парашютно-десантной роте.
С началом Второй чеченской войны в составе своего подразделения гвардии старший сержант Рустам Фларидович Сираев был направлен в Чеченскую Республику. Принимал активное участие в боевых операциях. С конца февраля 2000 года его рота дислоцировалась в районе населённого пункта Улус-Керт Шатойского района Чечни, на высоте под кодовым обозначением 776, расположенной около Аргунского ущелья. 1 марта 2000 года десантники приняли здесь бой против многократно превосходящих сил сепаратистов — против всего 90 военнослужащих федеральных войск, по разным оценкам, действовало от 700 до 2500 боевиков, прорывавшихся из окружения после битвы за райцентр — город Шатой. Гвардии старший сержант Рустам Сираев вёл огонь из снайперской винтовки, вместе со всеми своими товарищами отражая ожесточённые атаки боевиков Хаттаба и Шамиля Басаева, пока не был убит. В том бою погибли ещё 83 его сослуживца.
Похоронен на мусульманской стороне кладбища «Степное» города Оренбурга.
Указом Президента Российской Федерации от 12 марта 2000 года за мужество и отвагу, проявленные при ликвидации незаконных вооружённых формирований в Северо-Кавказском регионе, гвардии старший сержант Рустам Фларидович Сираев посмертно был удостоен ордена Мужества.

## Память
- Бюст Рустама Сираева установлен в городе Оренбурге[4].
- Мемориальная доска в память о Сираеве установлена на доме № 70 по улице Чкалова, где он жил.
- Имя Сираева увековечено на Мемориале памяти ветеранов боевых действий в Парке имени 50-летия СССР и в Сквере имени В. П. Самохина в Оренбурге.
- В честь Сираева и погибшего в том же бою его друга Виктора Лебедева назван сквер в Оренбурге.